# (6247) Amanogawa
(6247) Amanogawa es un asteroide perteneciente al cinturón de asteroides, región del sistema solar que se encuentra entre las órbitas de Marte y Júpiter, descubierto el 21 de noviembre de 1990 por Kin Endate y el también astrónomo Kazuro Watanabe desde el Observatorio de Kitami, Hokkaidō, Japón.

## Designación y nombre
Designado provisionalmente como 1990 WY3. Fue nombrado Amanogawa en homenaje a un río que atraviesa la ciudad de Kaminokuni en Hokkaidō. También es la palabra japonesa para la Vía Láctea.

## Características orbitales
Amanogawa está situado a una distancia media del Sol de 2,393 ua, pudiendo alejarse hasta 2,527 ua y acercarse hasta 2,259 ua. Su excentricidad es 0,055 y la inclinación orbital 8,578 grados. Emplea 1352,78 días en completar una órbita alrededor del Sol.

## Características físicas
La magnitud absoluta de Amanogawa es 13,4. Tiene 6,722 km de diámetro y su albedo se estima en 0,165. 